# Вискули
„Вискули“ (на беларуски: Віскулі) е ловна държавна дача (имение) в центъра на беларуската част на Беловежка пуща (селски съвет Шерешевски, район Пружани, Брестска област), на около 8 км от полската граница 
През 1950-те на територията, присъединена към СССР, е построен комплекс от сгради, който е служил за ловна резиденция на лидерите на бившия СССР.
През 1991 г. тук са подписани Беловежско споразумение за прекратяване на съществуването на СССР и образуването на ОНД.

## Връзки
- Беловежка пуща
- Вила в Вискули
- Из истории усадьбы